# Franciszek Stanisław Hutten-Czapski
Franciszek Stanisław Kostka Hutten-Czapski herbu Leliwa (ur. 1725, zm. 9 kwietnia 1802 w Warszawie) – senator, ostatni wojewoda chełmiński (25 czerwca 1766 – 9 kwietnia 1802), konfederat barski. Kawaler Orderu Orła Białego (1762).
Syn Ignacego i Teofili z Konopackich Czapskiej i dziedzic ich majątku rodzinnego w Rynkówce.
Na sejmie koronacyjnym 1764 roku wyznaczony z Senatu do Asesorii Koronnej. Podkomorzy (1752), a następnie kasztelan chełmiński (1762) i starosta kowalewski (1766). Od 1766 wojewoda chełmiński. W 1772 roku pojął za żonę Weronikę Radziwiłłównę, która wniosła mu w wianie majątek w Stańkowie pod Mińskiem Litewskim. Był członkiem konfederacji Sejmu Czteroletniego. Sędzia sejmowy z Senatu z Prowincji Wielkopolskiej w 1791 roku. 
Dobra w Rynkówce przejął kilka lat po przeniesieniu z kaplicy zamkowej do kościoła w Lalkowach cudownego obrazu Matki Boskiej Częstochowskiej w 1729. Rynkówkę odwiedzał jeszcze ok. 1780, chociaż już wówczas dobra przejęte zostały wraz z I rozbiorem przez pruskich urzędników. Trzykrotnie żonaty, ojciec czworga dzieci. Jednym z jego synów był Stanisław Hutten-Czapski.
Pochowany został w Warszawie na dawnym cmentarzu Świętokrzyskim na Koszykach (św. Barbary).